# Gesamtschule Rhede
Die Gesamtschule Rhede ist die einzige weiterführende Schule der Stadt Rhede im Kreis Borken.

## Geschichte
Die Schule wurde zum Schuljahr 2013/2014 unter dem Namen „Gesamtschule Rhede“ eröffnet und löste die Rheder Hauptschule und die Realschule (beide zum Schuljahr 2018/19 ausgelaufen) ab. Im Sommer 2022 verließ der erste Abiturjahrgang in Rhede die Schule.

## Schulprofil
An der Gesamtschule Rhede gibt es eine Schwerpunktklasse, die Sportklasse. Neben Englisch, das verpflichtend belegt werden muss, können auch Französisch, Niederländisch und in der Oberstufe Spanisch als weitere Fremdsprachen erlernt werden.
2023 wurde die Gesa als Schule ohne Rassismus – Schule mit Courage ausgezeichnet, ebenfalls seit 2023 ist die Schule akkreditierte Erasmus+ Schule.